# Corin
Corin ist ein Enzym, das in den meisten Wirbeltieren vorkommt. 
Es handelt sich um eine membranständige Serinprotease des Herzens, welche das Peptidhormon Atriales natriuretisches Peptid (ANP) aktiviert. Corin ist an der Blutdruckregulation beteiligt. Ein Mangel an Corin kann möglicherweise zu arteriellem Bluthochdruck und damit zu druckbedingten Herzerkrankungen führen.

## Das Natriuretische Peptid System
Das natriuretische Peptid System ist ein endokrines System, welches an der Regulation des Elektrolyt- und Flüssigkeitshaushaltes beteiligt ist. Das System besteht aus drei Mitgliedern von ähnlicher Struktur: Atriales natriuretisches Peptid (ANP), Brain Natriuretic Peptide (BNP) und C-Type Natriuretic Peptide (CNP). ANP und BNP werden vorwiegend im Herzen synthetisiert, CNP unter anderem in Gehirn, Nieren, Knochen und Blutgefäßen. ANP und BNP regulieren Blutvolumen und Blutdruck. Bei erhöhtem Blutvolumen oder Blutdruck werden ANP und BNP in den Blutkreislauf abgegeben und führen in Nieren und Blutgefäßen zu einer vermehrten Ausscheidung von Natrium (Natriurese) und Wasser (Diurese), zu einer Erweiterung der Blutgefäße (Vasodilatation), sowie zu einer Hemmung der Freisetzung von Renin und Endothelin und senken so Blutvolumen und Blutdruck. CNP hemmt das Zellwachstum glatter Muskelzellen und hemmt im Tierversuch eine Verengung der Herzkranzgefäße.
Die natriuretischen Peptide werden als inaktive Prohormone synthetisiert. Durch eine Signalpeptidase wird vom jeweiligen Präpropeptid zunächst das Signalpeptid abgespalten, es entsteht das Propeptid. Das Propeptid wird durch eine Propeptid-Konvertase in das inaktive N-terminale Peptid sowie das biologisch aktive C-terminale Peptid gespalten.
Corin speziell spaltet Pro-ANP zu ANP und ist im geringeren Maß auch in der Lage, Pro-BNP zu spalten.

## Die cardiale Serinprotease Corin
Corin ist eine membranständige Serinprotease, die in Herzmuskelzellen exprimiert wird. 
Corin besteht aus einer N-terminalen Transmembrandomäne, zwei frizzled-like Domänen, acht LDL-Rezeptor-Wiederholungen, einer Scavenger-Rezeptor-Domäne sowie einer Trypsin-ähnlichen Proteasen-Domäne. Corin besteht aus 1042 Aminosäuren und ist ein besonders großes Protein. Corin hat eine Molekülmasse von ca. 150–200 kDa und weist 19 Glykosylierungs-Stellen auf. Das menschliche CORIN-Gen ist eines der größten bekannten Protease-Gene. Es liegt auf Chromosom 4p12-13 mit 22 Exonen und einer Ausdehnung über 200 Kilobasen.
Corin wird vorwiegend in der Herzmuskelzelle gebildet, die Expression von Corin m-RNA ist in der Muskulatur der Vorhöfe stärker als in den Herzkammern. Geringe Mengen von Corin m-RNA wurden auch in Nieren, Knochen und Haarfollikeln gefunden. In anderen muskelreichen Geweben, wie Magen, Dünndarm, Harnblase, Skelettmuskulatur und nicht-schwangerem Uterus wurde Corin m-RNA dagegen nicht nachgewiesen.
Corin spaltet Pro-ANP zu ANP. Knockout-Mäuse, denen das CORIN-Gen fehlt, bilden im Herzmuskelgewebe Pro-ANP, aber kein ANP. Wird den Knockout-Mäusen Corin zugeführt, sind sie in der Lage, Pro-ANP in ANP umzuwandeln. Corin kann auch Pro-BNP spalten, wenngleich weniger effizient als Pro-ANP. Dagegen wird Pro-CNP nicht durch Corin gespalten. Der Aktivierungsweg von Pro-CNP unterscheidet sich dadurch von der Aktivierung von ANP und BNP, dass CNP in der Zelle (intrazellulär) aktiviert wird, ANP und BNP dagegen an der Zellmembran (extrazellulär).

## Tierexperimentelle Daten
CORIN knockout-Mäuse entwickeln einen Bluthochdruck, insbesondere bei vermehrter Kochsalz-Zufuhr. 
Im nicht-schwangeren Uterus ist keine Corin m-RNA nachweisbar, im schwangeren Uterus sind dagegen große Mengen an Corin nachweisbar. Trächtige CORIN knockout-Mäuse entwickeln eine Schwangerschaftshypertonie und eine Proteinurie, ein Krankheitsbild, das einer Präeklampsie ähnelt.

## Corin Varianten beim Menschen
Bislang wurden zwei Varianten im CORIN-Gen (Einzelnukleotid-Polymorphismen (SNP)) beschrieben, die bei Amerikanern schwarzafrikanischer Abstammung häufiger (ca. 12 %) sind als bei Weißen (<0,2 %).
Träger der Genvariante CORIN-Genvariante I555/P568 haben ein erhöhtes Risiko an arteriellem Bluthochdruck und Herzvergrößerung (konzentrische kardiale Hypertrophie) zu erkranken. 